# Плешавка
Плешавка — деревня в Харовском районе Вологодской области.
Входит в состав Ильинского сельского поселения, с точки зрения административно-территориального деления — в Ильинский сельсовет.
Расстояние по автодороге до районного центра Харовска — 36 км, до центра муниципального образования Семенихи — 11 км. Ближайшие населённые пункты — Золотава, Золотогорка, Демушиха.
По переписи 2002 года население — 13 человек.